# Bỏ phiếu trong không gian

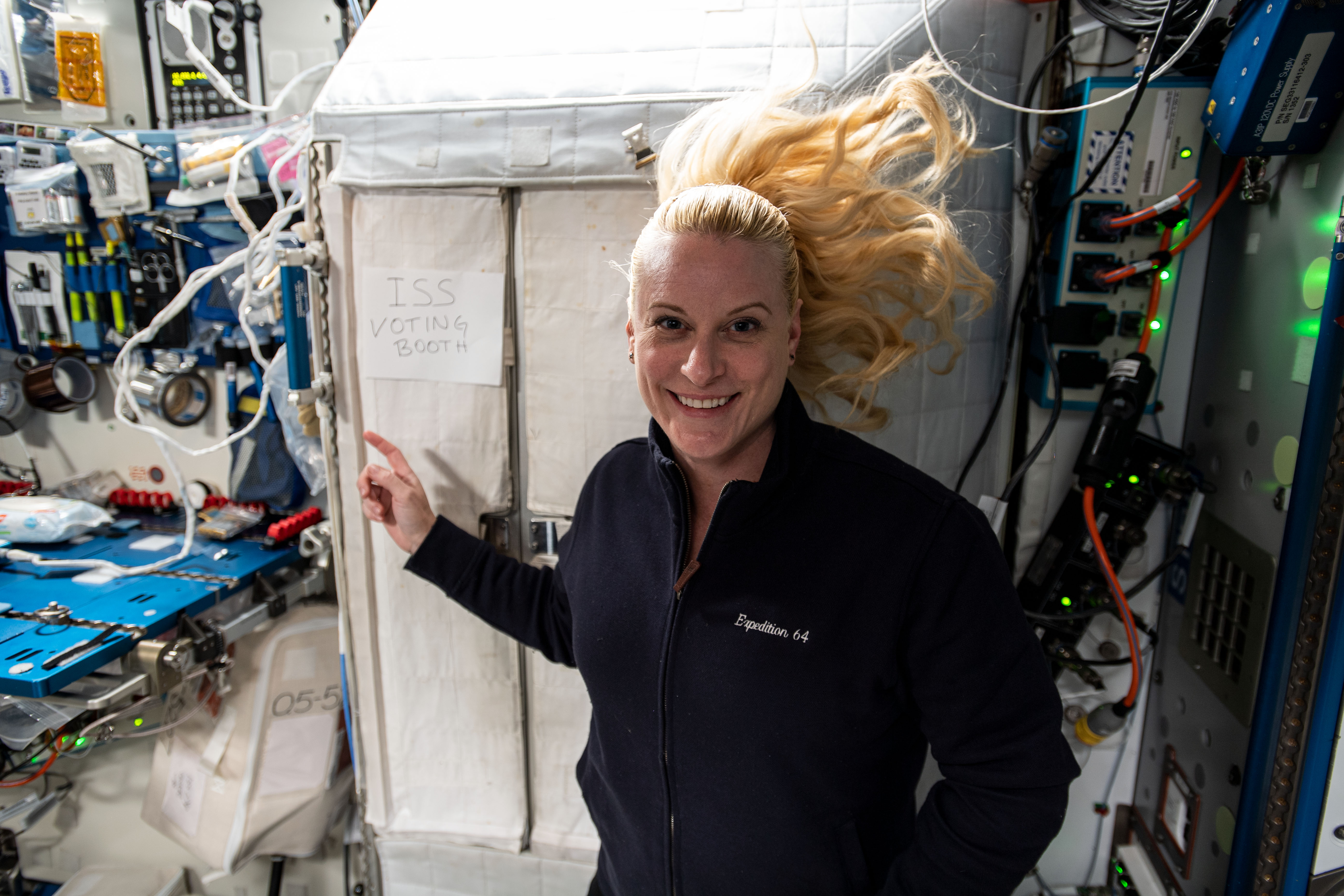
Cử tri từng bỏ phiếu hai lần trên không gian Kathleen Rubins đang tạo dáng trước "phòng bỏ phiếu " trên Trạm vũ trụ quốc tế, năm 2020

Nhiều phi hành gia đã bỏ phiếu trong khi đang bay trên vũ trụ. Bỏ phiếu trên không gian có một số khó khăn nhất định, vì việc chuyển phát các lá phiếu bằng giấy đến và mang đi khỏi một trạm vũ trụ sẽ vô cùng tốn kém. Một số phi hành gia chọn lựa việc bỏ phiếu điện tử, trong khi những phi hành gia khác thông báo ý định bỏ phiếu của họ với người được họ ủy thác.

## Hoa Kỳ
John Blaha, một phi hành gia làm việc thường xuyên trên trạm vũ trụ Mir đã yêu cầu được phép bỏ phiếu trong cuộc bầu cử tổng thống Mỹ năm 1996. Một kế hoạch của NASA cho phép Blaha bỏ phiếu điện tử đã bị dừng lại khi Tổng thư ký bang Texas cho biết tiểu bang không có quy định cho phép bất kỳ cuộc bỏ phiếu điện tử nào. Vào năm sau đó, Thống đốc George W. Bush đã ký một dự luật ban đầu được Mike Jackson đề xuất cho phép các phi hành gia bỏ phiếu; Johnson vốn là dân biểu đại diện khu vực bao gồm Trung tâm Vũ trụ Johnson. Người đầu tiên bỏ phiếu bằng phương pháp này là phi hành gia David Wolf, ông đã bỏ phiếu cho cuộc bầu cử địa phương Houston năm 1997 khi đang ở trên trạm vũ trụ Mir.
Kể từ năm 2004, các phi hành gia trên Trạm Vũ trụ Quốc tế (ISS) đã bỏ phiếu trong tất cả cuộc bầu cử tổng thống, trừ năm 2012. Để bỏ phiếu trong thời gian các phi hành gia phải làm việc ở trong tàu vũ trụ thì họ phải điền vào Đơn đăng ký Thẻ Bưu điện Liên bang trước khi khởi hành bay lên vũ trụ, đơn đăng ký tương tự cách thức áp dụng cho các thành viên quân đội đóng quân ở nước ngoài. Trong cuộc bầu cử, Trung tâm vũ trụ Johnson sẽ gửi một lá phiếu kín và các phi hành gia được thư ký ở hạt địa phương của họ gửi thông tin đăng nhập qua email. Lá phiếu sau đó được điền vào, mạng được kết nối với Trái Đất và rồi được gửi qua e-mail cho thư ký hạt địa phương chịu trách nhiệm. Phi hành gia người Mỹ Kathleen Rubins đã bỏ phiếu trên ISS hai lần, một lần vào năm 2016 và một lần vào năm 2020.
Trong khi hầu hết các phi hành gia sống và đăng ký bỏ phiếu ở Texas, một số phi hành gia lại đăng ký ở những nơi khác trên nước Mỹ. Andrew R. Morgan, chẳng hạn, ông đã đăng ký bỏ phiếu ở Quận Lawrence, Pennsylvania; Bộ Dịch vụ Cử tri của quận đó đã hợp tác với NASA để cho phép Morgan bỏ phiếu trong cuộc bầu cử địa phương năm 2019.

## Liên Xô và Nga

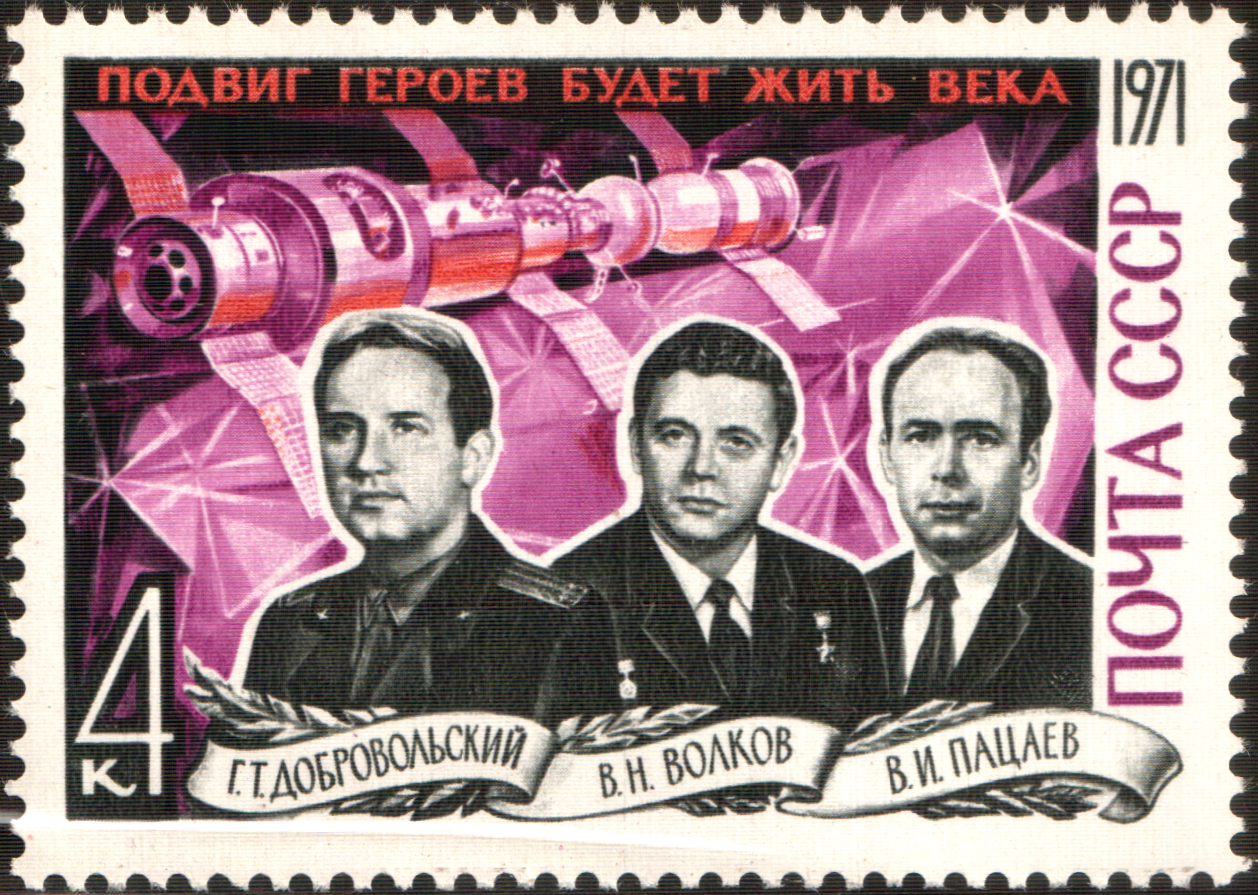
Tem tưởng niệm phi hành đoàn Soyuz 11, những phi hành gia đã chết trong chuyến bay trở về Trái Đất năm 1971.

Năm 1971, phi hành đoàn Soyuz 11 (Georgy Timofeyevich Dobrovolsky, Vladislav Nikolayevich Volkov và Viktor Ivanovich Patsayev) đã gửi phiếu bầu của họ từ trạm vũ trụ Salyut 1 trong cuộc bầu cử Đại hội Đảng Cộng sản Liên Xô lần thứ 24. Một báo cáo lúc đó từ UPI cho biết rằng phiếu bầu của họ là phiếu bầu đầu tiên được bỏ từ không gian.
Các nhà du hành vũ trụ Nga thường bỏ phiếu theo kiểu ủy thác; ví dụ, trong cuộc bầu cử lập pháp Nga năm 2011, Anton Nikolaevich Shkaplerov và Anatoli Alekseyevich Ivanishin đã nhờ Dmitry Zhukov, nhân viên Trung tâm Đào tạo Phi hành gia, bỏ phiếu thay.
Trong cuộc trưng cầu dân ý hiến pháp Nga năm 2020, chính quyền Moskva đã cho phép bỏ phiếu trực tuyến. Điều này cho phép Anatoli Ivanishin đang làm việc trên ISS và là cử tri ở Moskva bỏ phiếu điện tử. Ivan Viktorovich Vagner, phi hành gia ở cùng Ivanishin, đã bỏ phiếu theo hình thức ủy thác.